# Bankia (Bulgària)
|  | No s'ha de confondre amb l'entitat bancària espanyola anomenada també Bankia.. |

Bankia, búlgar: Банкя, és una ciutat de Bulgària a la província de  Sofia capital. És famosa per les seves fonts minerals i els seus banys, usats per a propòsits terapèutics durant segles.

## Geografia
Es troba a una altitud de 637 msnm a 18 km de la capital nacional, Sofia.

## Demografia
Segons estimació del 2012 tenia 9.187 habitants
|       | 2004  | 2005  | 2006   | 2007  | 2008  | 2009  | 2010   | 2011  |
| Dones | 4 615 | 4 752 | 7 165  | 4 883 | 4 949 | 5 013 | 5 124  | 5 688 |
| Homes | 4 508 | 4 623 | 6 835  | 4 779 | 4 839 | 4 880 | 5 002  | 5 414 |
| Total | 9 123 | 9 375 | 14 000 | 9 662 | 9 788 | 9 893 | 10 126 | 11102 |